# Suka Rimbun
Suka Rimbun is een bestuurslaag in het regentschap Aceh Tenggara van de provincie Atjeh, Indonesië. Suka Rimbun telt 331 inwoners (volkstelling 2010).